# Vanellus melanopterus
Vanellus melanopterus е вид птица от семейство Charadriidae.

## Разпространение
Видът е разпространен в Еритрея, Етиопия, Кения, Лесото, Свазиленд, Танзания и Южна Африка.